# Chris Stewart (lední hokejista)
Chris Stewart (* 30. října 1987, Toronto, Ontario, Kanada) je bývalý kanadský hokejový útočník, který odehrál v severoamerické lize NHL téměř 700 utkání, naposledy za Philadelphia Flyers.

## Osobní život
Chris Stewart byl druhý ze sedmi dětí. Má pět mladších sester a jeho rodiči jsou Norman Stewart, který je jamajským přistěhovalcem a jeho matka Sue je Kanaďanka. Vyrostl v poměrně chudé a sociálně slabé rodině. Jeho vášní byl od dětství lední hokej. Se starším bratrem Anthonym Stewartem hrál za North York Junior Canadiens a díky jejich výkonům měli náklady spojené s ledním hokejem hrazené týmem v plné výši. Také zvažoval kariéru v americkém fotbalu, kterému se věnoval na střední škole. Stewart se od dětství přátelí s hokejistou Waynem Simmondsem, který také odehrál v NHL přes 10 sezón.

## Kariéra
V roce 2004 byl jeho bratr Anthony již druhým rokem kapitánem Kingstonu Frontenacs v OHL. Anthony znal Chrisův potenciál a požádal generálního manažera Frontenacs, aby dal Chrisovi šanci ukázat se v předsezónním týmovém kempu. Larry Mavety souhlasil a Chris měl možnost opět hrát s bratrem. Chris byl zpočátku nasazován spíše jako bitkař, ale využil svého času na ledě a nováčkovskou sezónu zakončil s 30 body za 18 gólů a 12 asistencí v 65 zápasech.
Frontenacs po odchodu Anthonyho Stewarta jmenovali novým kapitánem obránce Adama Nemetha a Chris Stewart byl jmenován jeho asistentem. Sezónu dokončil na druhém místě bodování s 87 body za Cory Emmertonem, který měl 90 bodů.
Stewart byl vybrán v prvním kole (celkově 18.) ve vstupním draftu NHL 2006 týmem Colorado Avalanche. 13. října 2006 byl jmenován novým kapitánem Frontenacs. V profesionálním hokeji debutoval na konci sezóny 2006/07, když nastoupil za Albany River Rats v AHL.
Stewart hrál v celé sezóně 2007/08 na farmě Colorada Avalanche za Lake Erie Monsters v AHL a byl nejlepším střelcem týmu s 25 góly.

### Colorado Avalanche
5. prosince 2008 poprvé Avalanche povolali Stewarta do prvního týmu a debutoval při porážce 1:2 proti Dallasu Stars. 9. prosince 2008 vstřelil svůj první gól NHL brankáři Jasonu LaBarberovi z Los Angeles Kings. 21. ledna 2009 zaznamenal svůj první hattrick Gordieho Howa opět proti Kings. 2. prosince 2009 si připsal druhý hattrick Gordieho Howa společně se dvěma asistencemi na góly Matta Duchena při porážce 5:6 na nájezdy s Floridou Panthers.
8. února 2010 zaznamenal další hattrick Gordieho Howa v rozmezí 4 minut a 11 sekund ve druhé třetině proti St. Louis Blues, když v čase 2:25 skóroval proti Chrisu Masonovi, poté přihrál v čase 3:57 Paulu Stastnymu a popral se v čase 6:36 s B.J. Crombeenem a k tomu si připsal asistenci v první třetině.
Během 60. zápasu sezóny 2009-10 vstřelil svůj první hattrick, když dal dva góly Chrisu Masonovi a jeden gól z trestného střílení Ty Conklinovi ze St. Louis Blues. Stewart skončil v sezóně 2009/10 první mezi střelci týmu s 28 brankami a druhý v bodování za Paulem Stastnym s 64 body.
Před sezónou 2010-11, kdy byl Stewart omezeně volným hráčem podepsal 2. září 2010 s Avalanche novou smlouvu na dva roky. Stewart vstřelil svůj druhý hattrick kariéry 28. října 2010 brankáři Henriku Karlssonovi z Calgary Flames při vítězství 6:5.
19. února 2011 byl vyměněn společně s Kevinem Shattenkirkem do St. Louis Blues za Erika Johnsona a Jaye McClementa.

### St. Louis Blues
Při svém debutu v dresu St. Louis 19. února 2011 vstřelil Stewart dva góly do sítě Tima Pielmeiera z Anaheimu Ducks a přispěl k vítězství 9:3. Ve zbytku sezóny zaregistroval 23 kanadských bodů (15+8) ve 26 zápasech. S týmem Blues se však nedokázali kvalifikovat do playoff. V sezóně 2011/12 Stewartova produktivita klesla v důsledku defenzivního stylu týmu, který vyznával trenér Ken Hitchcock. I přes zvěsti o Stewartově odchodu po sezóně opět o rok prodloužil smlouvu.
Během výluky hrál Stewart v Německu ve druhé nejvyšší lize za Eispiraten Crimmitschau, kde s ním nastupoval i například Wayne Simmonds. Oba hráči po měsíci odešli do více konkurenční české extraligy, kde působil v týmu Bílých tygrů Liberec. Po boku Simmondse a Petra Nedvěda se mu však nedařilo a po pěti nepovedených utkáních se Stewart rozhodl pro návrat do Crimmitschau, kde strávil zbytek výluky. 7. prosince 2012 se vrátil do Severní Ameriky. Po obnovení NHL byl vyhlášen první hvězdou týdne končícím 22. prosince 2013 díky šesti brankám a jedné asistenci.
V sezóně 2013/14 se opět potýkal s nízkou produktivitou a 28. února 2014 byl vyměněn spolu s Jaroslavem Halákem, Williamem Carrierem, výběrem v prvním kole draftu 2015 a podmíněně také s výběrem v draftu 2016 do Buffala Sabres za Ryana Millera a Stevea Otta.

### Buffalo Sabres a další
Do konce sezóny 2013/14 stihl 5 utkání v dresu Sabres, ve kterých se bodově neprosadil. Do playoff se s týmem nedostali. Za Sabers odehrál celkem 66 utkání, než byl v březnu 2015 vyměněn za volbu v druhém kole draftu do Minnesoty Wild, Buffalo navíc nadále platilo půlku jeho honoráře. Po konci sezóny podepsal jako volný hráč novou jednoletou smlouvu s Anaheim Ducks. Necelé dvě další sezóny odehrál opět za Wild, kteří jej v únoru 2018 chtěli poslat do nižší soutěže, čímž se vzdali jeho práv a byl umístěn na seznam nechráněných hráčů (waiver list). Jeho kontrakt převzali Calgary Flames, za které odehrál do konce ročníku 7 zápasů.

### Konec hokejové kariéry
V sezóně 2018/19 měl začít hrát za HC Slovan Bratislava v KHL. V den sjednaného příletu ale do Evropy nedorazil a jeho agent oznámil, že z rodinných důvodů končí s hokejem. Po několika týdnech začal opět trénovat a sezónu nakonec odehrál za Nottingham Panthers v britské nejvyšší soutěži. V říjnu 2019 se vrátil do NHL v dresu Philadelphia Flyers, za které odehrál 16 zápasů. V září 2020 definitivně ukončil hráčskou kariéru a začal pro Flyers pracovat jako trenér pro rozvoj hráčů. 

## Klubové statistiky
| Sezona     | Klub                     | Soutěž     | Základní část | Základní část | Základní část | Základní část | Základní část | Play off | Play off | Play off | Play off | Play off |
| Sezona     | Klub                     | Soutěž     | Z             | G             | A             | B             | TM            | Z        | G        | A        | B        | TM       |
| ---------- | ------------------------ | ---------- | ------------- | ------------- | ------------- | ------------- | ------------- | -------- | -------- | -------- | -------- | -------- |
| 2003/04    | Toronto Junior Canadiens | GTHL       | 54            | 32            | 45            | 77            | 27            | —        | —        | —        | —        | —        |
| 2004/05    | Kingston Frontenacs      | OHL        | 64            | 18            | 12            | 30            | 45            | —        | —        | —        | —        | —        |
| 2005/06    | Kingston Frontenacs      | OHL        | 62            | 37            | 50            | 87            | 118           | 6        | 2        | 0        | 2        | 13       |
| 2006/07    | Kingston Frontenacs      | OHL        | 61            | 36            | 46            | 82            | 108           | 5        | 4        | 2        | 6        | 6        |
| 2006/07    | Albany River Rats        | AHL        | 5             | 1             | 2             | 3             | 2             | 1        | 0        | 0        | 0        | 0        |
| 2007/08    | Lake Erie Monsters       | AHL        | 77            | 25            | 19            | 44            | 93            | —        | —        | —        | —        | —        |
| 2008/09    | Lake Erie Monsters       | AHL        | 19            | 5             | 6             | 11            | 23            | —        | —        | —        | —        | —        |
| 2008/09    | Colorado Avalanche       | NHL        | 53            | 11            | 8             | 19            | 54            | —        | —        | —        | —        | —        |
| 2009/10    | Colorado Avalanche       | NHL        | 77            | 28            | 36            | 64            | 73            | 6        | 3        | 0        | 3        | 4        |
| 2009/10    | Lake Erie Monsters       | AHL        | 2             | 0             | 0             | 0             | 2             | —        | —        | —        | —        | —        |
| 2010/11    | Colorado Avalanche       | NHL        | 36            | 13            | 17            | 30            | 38            | —        | —        | —        | —        | —        |
| 2010/11    | St. Louis Blues          | NHL        | 26            | 15            | 8             | 23            | 15            | —        | —        | —        | —        | —        |
| 2011/12    | St. Louis Blues          | NHL        | 79            | 15            | 15            | 30            | 109           | 7        | 2        | 0        | 2        | 12       |
| 2012/13    | Eispiraten Crimmitschau  | 2.Bun      | 15            | 6             | 14            | 20            | 24            | —        | —        | —        | —        | —        |
| 2012/13    | Bílí Tygři Liberec       | ELH        | 5             | 0             | 1             | 1             | 2             | —        | —        | —        | —        | —        |
| 2012/13    | St. Louis Blues          | NHL        | 48            | 18            | 18            | 36            | 40            | 6        | 0        | 1        | 1        | 0        |
| 2013/14    | St. Louis Blues          | NHL        | 58            | 15            | 11            | 26            | 112           | —        | —        | —        | —        | —        |
| 2013/14    | Buffalo Sabres           | NHL        | 5             | 0             | 0             | 0             | 6             | —        | —        | —        | —        | —        |
| 2014/15    | Buffalo Sabres           | NHL        | 61            | 11            | 14            | 25            | 63            | —        | —        | —        | —        | —        |
| 2014/15    | Minnesota Wild           | NHL        | 20            | 3             | 8             | 11            | 25            | 8        | 0        | 0        | 0        | 2        |
| 2015/16    | Anaheim Ducks            | NHL        | 56            | 8             | 12            | 20            | 73            | 7        | 1        | 2        | 3        | 0        |
| 2016/17    | Minnesota Wild           | NHL        | 79            | 13            | 8             | 21            | 94            | 5        | 0        | 0        | 0        | 0        |
| 2017/18    | Minnesota Wild           | NHL        | 47            | 9             | 4             | 13            | 27            | —        | —        | —        | —        | —        |
| 2017/18    | Calgary Flames           | NHL        | 7             | 1             | 2             | 3             | 0             | —        | —        | —        | —        | —        |
| 2018/19    | Nottingham Panthers      | EIHL       | 23            | 6             | 7             | 13            | 27            | 3        | 1        | 3        | 4        | 0        |
| 2019/20    | Philadelphia Flyers      | NHL        | 16            | 0             | 1             | 1             | 21            | —        | —        | —        | —        | —        |
| NHL celkem | NHL celkem               | NHL celkem | 668           | 160           | 162           | 322           | 750           | 39       | 6        | 5        | 11       | 18       |
| AHL celkem | AHL celkem               | AHL celkem | 103           | 31            | 27            | 58            | 120           | 1        | 0        | 0        | 0        | 0        |

### Reprezentační statistiky
| 2011         | Kanada       | MS           | 7 | 2 | 2 | 4 | 0 |
| Celkem na MS | Celkem na MS | Celkem na MS | 7 | 2 | 2 | 4 | 0 |